# 埼玉県道・群馬県道369号麦倉川俣停車場線
埼玉県道・群馬県道369号麦倉川俣停車場線（さいたまけんどう・ぐんまけんどう369ごう むぎくらかわまたていしゃじょうせん）は、埼玉県加須市、群馬県邑楽郡板倉町、明和町を通る一般県道である。国道354号と平行しているためこちらの渋滞時の迂回路として使われる。

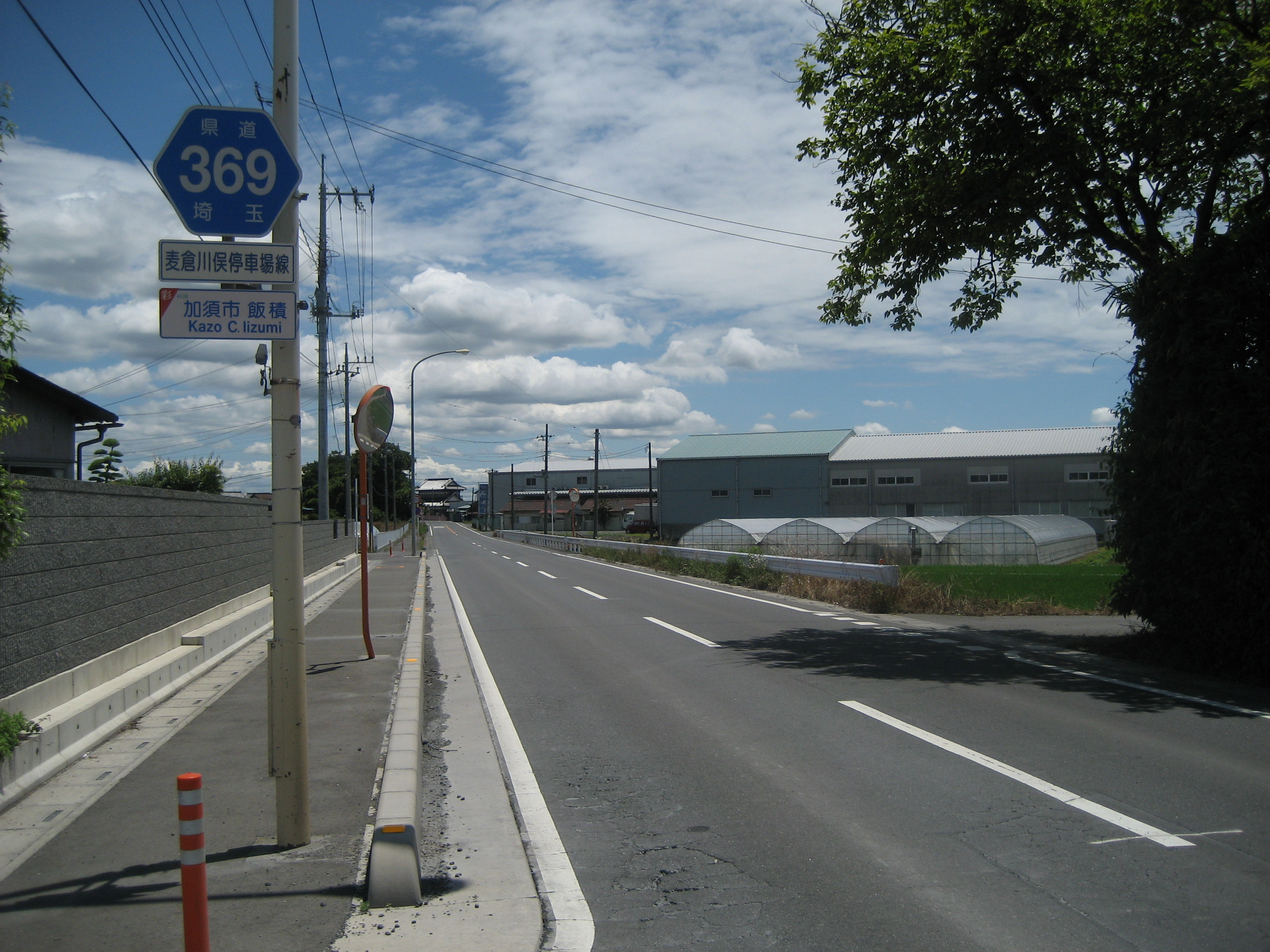
加須市内

## 概要

### 路線データ
- 起点:埼玉県加須市麦倉 北川辺消防署前交差点（埼玉県道46号加須北川辺線交点）
- 終点:群馬県邑楽郡明和町 川俣駅停車場

## 路線状況

### 重複区間
- 群馬県道304号今泉館林線（明和町上江黒 上江黒交差点 - 明和町千津井 東小学校交差点）

## 地理

### 通過する自治体
- 埼玉県
  - 加須市
- 群馬県
  - 邑楽郡
    - 板倉町
    - 明和町

### 交差する道路
- 埼玉県道46号加須北川辺線
- 埼玉県道415号柳生停車場線（加須市麦倉）
- 群馬県道367号海老瀬飯野線（邑楽郡板倉町 飯野交差点）
- 群馬県道363号斗合田岩田岡里線（明和町斗合田）
- 群馬県道304号今泉館林線（明和町 上江黒交差点）
- 群馬県道366号江口館林線（明和町田島 田島交差点）
- 群馬県道368号上中森川俣停車場線（川俣駅停車場）

### 沿線の主な施設
埼玉県
加須市
- フジッコ関東工場
- 埼玉東部消防組合加須消防署北川辺分署
- 旧埼玉県立北川辺高等学校
- 加須市立北川辺西小学校
- 三洋工業埼玉工場

群馬県
板倉町
- JA邑楽館林 板倉南支所
- 板倉町立南小学校
- 大箇野郵便局
- 邑楽板倉宅急便センター

明和町
- JA邑楽館林 千江田支所
- 江黒郵便局
- 明和町立明和東小学校
- 明和町立明和中学校
- 明和町役場
- ふるさとの広場
- 東亜科学
- JA邑楽館林 梅島支所
- 東武伊勢崎線 川俣駅